# 261930 Moorhead
261930 Moorhead este un asteroid din centura principală de asteroizi.

## Descriere
261930 Moorhead este un asteroid din centura principală de asteroizi. A fost descoperit pe 25 mai 2006 la Mauna Kea de Paul Wiegert. Asteroidul prezintă o orbită caracterizată de o semiaxă mare de 2,33 ua, o excentricitate de 0,16 și o înclinație de 1,9° în raport cu ecliptica.